# 와리오 (시리즈)
《와리오》(Wario, ワリオ)는 닌텐도에서 제작 및 발매하는 비디오 게임 시리즈이다. 마리오 시리즈의 일부이며, 이 시리즈의 캐릭터 와리오를 주인공으로 한다.
와리오는 1992년 발매된 《슈퍼 마리오 랜드 2: 6개의 금화》에 악역으로 첫 등장한 캐릭터이며, 와리오의 이름을 제목으로 딴 게임은 이후 1993년에 《마리오 & 와리오》가 발매되지만, 이 작품에서도 악역이었다.
와리오를 주인공으로 한 실질적인 스핀오프 첫 작품은 1994년 발매된 《슈퍼 마리오 랜드 3: 와리오 랜드》로, 이후 와리오 시리즈로 취급되었다. 이 첫 작품 이야말로 엔딩에 카메오로 마리오가 등장하며, 이후의 작품은 마리오 본편의 캐릭터가 전혀 등장하지 않는다.
본 시리즈는 크게 나누어 《와리오 랜드》와 《메이드 인 와리오》로 나뉜다.